# Zbůch
Zbůch (en allemand : Zwug) est une commune du district de Plzeň-Nord, dans la région de Plzeň, en République tchèque. Sa population s'élevait à 2 570 habitants en 2022.

## Géographie
Zbůch se trouve à 13 km au sud-ouest du centre de Plzeň et à 98 km à l'ouest-sud-ouest de Prague.
La commune est limitée par Úherce au nord, par Líně et Nová Ves à l'est, par Dobrany au sud-est et par Chotěšov au sud et à l'ouest.

## Histoire
La première mention écrite de la localité date de 1253.

## Administration
La commune se compose de deux sections :
- Červený Újezd
- Zbůch

## Transports
Par la route, Zbůch se trouve à 3 km de Chotěšov, à 15 km de Plzeň et à 110 km de Prague. 